# Anisarthrocera batesi batesi
Anisarthrocera batesi batesi es una subespecie de coleóptero de la familia Meloidae.

## Distribución geográfica
Habita en Arabia Saudita, Irán y en Irak.